# Алекс Гарві
Алекс Гарві (англ. Alex Harvey; нар. 7 вересня 1988 Сен-Ферреоль, Квебек, Канада) — канадський лижник та велосипедист, чемпіон світу з лижних перегонів.
Він бере участь у міжнародних змаганнях із лижних перегонів, починаючи з 2005 року. Чемпіоном світу Гарві став на чемпіонаті 2011, що проходив у Холменколлені, вигравши разом із Девоном Кершоу командний спринт.
Гарві також входить до складу збірної Квебеку з велосипедного спорту. Син канадського лижника П'єра Гарві.